# Polites (geslacht)
Polites is een geslacht van vlinders van de familie dikkopjes (Hesperiidae), uit de onderfamilie Hesperiinae.

## Soorten
- P. baracoa (Lucas, 1857)
- P. carus (Edwards, 1883)
- P. coras (Cramer, 1775)
- P. mystic (Edwards, 1863)
- P. origenes (Fabricius, 1793)
- P. rhesus (Edwards, 1878)
- P. sabuleti (Boisduval, 1852)
- P. taumas (Fabricius, 1787)
- P. themistocles (Latreille, 1823)
- P. vibex (Geyer, 1832)